# San Marzano Oliveto
San Marzano Oliveto là một đô thị ở Province of Asti in the Italian region Piedmont, có khoảng cách khoảng 60 km về phía đông nam của Torino và khoảng 20 km về phía đông nam của Asti. Tại thời điểm ngày 31 tháng 12 năm 2004, đô thị này có dân số 1.061 người và diện tích là 9,7 km².
San Marzano Oliveto giáp các đô thị: Calamandrana, Canelli, Castelnuovo Calcea, Moasca, và Nizza Monferrato.